# Orthopsyllus sarsi
Orthopsyllus sarsi är en kräftdjursart som beskrevs av Walter Klie. Orthopsyllus sarsi ingår i släktet Orthopsyllus och familjen Orthopsyllidae. Arten har ej påträffats i Sverige. Inga underarter finns listade i Catalogue of Life.